# Doris Uusitalo
Doris Katarina Uusitalo, född 17 oktober 1957 i Pajala kyrkobokföringsdistrikt, är en svensk före detta fotbollsspelare. Hon har bland annat vunnit EM-guld 1984 med Sveriges landslag och SM-guld med Hammarby 1985. Efter en korsbandsskada 1987 tvingades Uusitalo avsluta elitkarriären. 1985 blev hon Stor tjej.